# Los Angeles Chargers
Los Angeles Chargers er et professionelt amerikansk fodboldhold, der spiller i AFC West-divisionen i NFL. Holdet har hjemme i Inglewood i Californien, og spiller deres hjemmekampe på SoFi Stadium Holdet blev oprettet som AFL-hold i 1960, og tilbragte sin første sæson i Los Angeles, før holdet flyttede til San Diego. Som AFL-hold nåede Chargers slutspillet fem gange, og vandt AFL-mesterskabet i 1963. Efter AFL og NFL gik sammen i 1970 har holdet været i slutspillet sytten gange, og nåede Super Bowl i 1994-sæsonen; her tabte holdet dog til San Francisco 49ers. Holdets profiler omfatter pt. blandt andet quarterback Tyrod Taylor, WR Keenan Allen, WR Mike Williams DT Joey Bosa og  TE Hunter Henry.